# Prix du rayonnement de la langue et de la littérature françaises
Pour les articles homonymes, voir prix du rayonnement français (homonymie).
Le prix du rayonnement de la langue et de la littérature françaises est un grand prix annuel décerné par l'Académie française, créé en 1960 et adossé à la fondation Broquette-Gonin. Il est décerné aujourd'hui à cinq personnes par an, pour services particuliers rendus à la langue et aux lettres.
Le prix se présente plus récemment sous la forme d'une médaille de vermeil ; les premiers prix l'étaient sous la forme d'espèces.

## Liste des lauréats

### Années 1960
- 1960 : Marc Blancpain
- 1961 : Académie canadienne-française et Marcel Thiébaut
- 1962 : Philippe Erlanger et Jean Marx
- 1963 : Christian Melchior-Bonnet et Université de Middlebury (USA)
- 1964 : Raymond Las Vergnas et René Varin
- 1965 : Roger Caillois, Victoria Ocampo, Justin O'Brien et Marcel Raymond
- 1966 : Jacques-Henri Bornecque, Paul Camus et Alain Guillermou
- 1967 : Charles Dédéyan et Maurice Vaussard
- 1968 : Carlo Bronne, Jacques Chenevière et Marcel Sendrail
- 1969 : Georges Cattani, Pierre Lyautey et Henri Peyre

### Années 1970
- 1970 : Italo Siciliano
- 1971 : Franz Hellens et Marcel Thiry
- 1972 : Comité catholique des amitiés françaises, Pierre Ramondot et Jean Seznec
- 1973 : Association Guillaume Budé, Germain Bazin et Comité central du rayonnement français
- 1974 : François Fosca et Maurice Zermatten
- 1975 : Jean Auba, Herbert Barth et Roger-Georges Morvan
- 1976 : Jean Baillou, Institut catholique de Paris, Walter Moench et Raymond Warnier
- 1977 : Joseph Hanse
- 1978 : Alliance française
- 1979 : Alan Boase, Jean Eeckout et Jean Starobinski

### Années 1980
- 1980 : Jean-Claude Groshens, Gérard Heller et Philippe Roberts-Jones
- 1981 : Albert Junker et Philippe Wolff
- 1982 : Association des écrivains de langue française, Carlo Coccioli et Joseph-Émile Muller
- 1983 : Hector Bianciotti et Jacques Chessex
- 1984 : Jacques Lacant et Pol Vandromme
- 1985 : Henrik de Danemark et Kenneth White
- 1986 : Éditions Les Incunables, Éditions Le Robert, Charles Peyrou et Jacques Prentki
- 1987 : Gabriel de Broglie, Hubert Joly, Jean Lévy, Josué Montello, Alain Raitt et Herman Van Roijen
- 1988 : Jorge Amado, Maria Hahnloser-Sarpakis, Claude Kayat, Robert Kopp, Kolia Micevic, Roger Occelli et Georges Ténékidès
- 1989 : Azedine Beschaouch, Sylvie Bezat, André Dulière, Adel Ismaïl, Robert de Laroche, Evanghelos Moutsopoulos, Guido Saba et May Trad

### Années 1990
- 1990 : Sélim Abou, Theodor Berchem, Mohamed Boughali, Christiane Marchello-Nizia, Édouard Maunick, Ricardo Paseyro, Jacqueline Picoche, Börje Schlyter et Raymond Trousson
- 1991 : Enea Balmas, Lauro-Aimé Colliard, Jaganou Diagou, Patrick Griolet, Klaus Heitmann, Jerzy Lisowski, Georges Matoré, Amadou Lamine Sall, William Jay Smith, Claudio Veiga
- 1992 : George Brecher, Gui-José Bretonès, Sharad Chandra, Lita Gallad, Surinder Jathaul, Houchang Nahavandi, Joseph Nasrallah et Jean-Baptiste Tati Loutard
- 1993 : Liselotte Biedermann-Pasques, Thomas Bishop, Louis Hage, Howad C. Mel de Fontenay, Valery Nikitine et Mel B. Yoken
- 1994 : Reginald F. Amonoo, Édouard Azouri, David Dilks, Jacques Gabay, Abdelkebir Khatibi, Roger Little et Ortensia Ruggiero
- 1995 : Lucien George, Guido Gerin, Jean-Paul de Nola et Lev Nicolaevitch Tokarev
- 1996 : Svetlana Botnaras, Erlingur Halldorsson, Abdelfattah Kilito, Julien Lepers, Pierre Lexert, Francis-Noël Thomas, et Mark Turner
- 1997 : Ivan Amar, Julian Evans, Arthur Goldhammer et Vera Miltchina
- 1998 : Neagu Djuvara, Anne-Christine Faitrop-Porta, Otar Iosseliani, Abdelaziz Kacem et Jean Salem
- 1999 : Giovanni Bonaccorso, James Lawler et Edmond Tupja

### Années 2000
- 2000 : Giovanni Dotoli et Mate Maras
- 2001 : Amalia Lacroze de Fortabat et Roland Mortier
- 2002 : Hyam Mallat, Elikia M’Bokolo, Antonio Maria Pereira et Philippe Sainteny
- 2003 : Wolfgang Babilas (d), Paolo Carile, Wolfgang Leiner (d), Brina Svit
- 2004 : Jean-Pierre Dozon, Jean Moisson, Alan Sheridan et Takis Theodoropoulos
- 2005 : Michel Humbert et David Mendelson
- 2006 : Reginald F. Amonoo, Pei-Wha Chi Lee, Benedetta Craveri, Xavier Deniau et Ronald W. Tobin
- 2007 : FETLYF (Festival européen du théâtre lycéen francophone) et Cândido Mendes de Almeida (d)
- 2008 : Corinne Desarzens, Michel Jeanneret et Maurizio Serra
- 2009 : Delphine de Candolle et Erden Kuntalp (d)

### Années 2010
- 2010 : 
  - Alain Elkann
  - Georges Lomné (d)
  - Zygmunt Marzys (d)
  - Paul-Bernard Sabourin (d)
  - Kazuyoshi Yoshikawa (d)
- 2011 : 
  - Association Gallica (d)
  - Rokaya Eugénie Aw
  - Isabelle Daunais
  - Claudette Hould
  - Akira Mizubayashi
- 2012 :
  - Association Haïti mémoire et culture
  - Suzanne Cyr
  - Muriel Mayette
  - Sami-Paul Tawil
  - Alexandra Zvereva (d)
- 2013 : 
  - Mohamed Benchekroun
  - Katrina Kalda
  - Eun-Ja Kang
  - Ayalew Mitku (d)
  - Frederik Paulsen
- 2014 :
  - Velibor Čolić
  - Ananda Devi
  - Pia Petersen
  - Shumona Sinha
- 2015 : 
  - Philippe Desan
  - Pierre Force (d)
  - Bénédicte Savoy
  - Victor Ieronim Stoichita
  - Caroline Alexandra van Eck
- 2016 :
  - Alliance française d'Abou Dabi (d)
  - Jean Paul Barbier-Mueller
  - Elena Fumagalli (d)
  - Eduardo Lourenço
  - Mona Makki-Gallet (d)
- 2017 : 
  - Bérénice Angremy (d)
  - Yánnis Kiourtsákis
  - Piotr Tcherkassov (d)
  - Edmund White
- 2018 :
  - Yoshio Fujiwara (éditeur)
  - Anthony Lodge
  - Thomas C. Spear
  - Marina Vazaca
  - Gary Victor
- 2019 :
  - Nurith Aviv
  - Silvia Baron Supervielle
  - Tahar Bekri
  - Marie-Noëlle Craissati (d (d))
  - Gérald Larose

### Années 2020
- 2020 :
  - Colin B. Bailey (en)
  - Hent de Vries (en)
  - Henry Keazor (en)
  - Alastair Laing
  - Éric Thierry
- 2021 :
  - Emily Beeny (d)
  - Michel Foucher
  - Helen Glanville (d)
  - Emmelie Prophète-Milcé
  - Jean-Noël Schifano
- 2022 : 
  - Osvalde Lewat pour Les Aquatiques
  - Jennifer Montagu
  - Denis Vaugeois
  - Frantz Voltaire (d)
  - Charles Xuereb (d)
- 2023 :
  - Cristian Fulaş
  - Valentina Hristova
  - Bernard Michel
  - Stenio Solinas
  - Thi Hao Tran
- 2024 :
  - Arnaud Antona
  - Emmanuel Khérad
  - Dana Kress
  - Francesco Massa
  - Marie-Christine Vandoorne